# Wielen
Wielen là môộ đô thị thuộc huyện Grafschaft Bentheim trong bang Niedersachsen, Đức, và thuộc Cộng đồng chun (Samtgemeinde) Uelsen. Wielen có dân số 600 người.